# الفايجة
الفايجة مدينة وبلدية تابعة إقليميا إلى دائرة السوقر ولاية تيارت الجزائرية.

## وصلات داخلية
- دائرة السوقر